# Шипсхед-Бей
Шипсхед-Бей (англ. Sheepshead Bay) — район на берегу одноимённого залива, отделяющего основную часть Бруклина, Нью-Йорк от восточной части Кони-Айленд, бывшего в прошлом барьерным островом. Но в настоящее время он является полуостровом, с двумя полуостровками. На восточном полуостровке расположен Манхэттен-Бич, а на западном Кони-Айленд и Сигейт. Устье залива протяженностью примерно 1.6 км к юго-западу от Марин Парка.
Шипсхед-Бей граничит с Манхэттен-Бич и Брайтон-Бич на юге, с Мидвуд на севере, с Грейвсенд на западе и с Марин-Парк и Герритсен-Бич на востоке.
В 1930-е годы при строительстве Шор-Паркуэй (участка Белт-Паркуэй) центральная часть залива (тогда ещё пролива) была засыпана. Одновременно была расширена и углублена восточная часть теперь уже залива. Берега были укреплены бетонной заливкой. Сейчас залив является гаванью для прогулочно-рыболовных судов, яхт и катеров. Рыболовных судов с каждым годом становилось всё меньше, число же развлекательно-прогулочных — росло. На западной оконечности залива расположен Парк памяти жертвам Холокоста, где проводятся памятные мероприятия. В заливе обитает большое количество лебедей, уток и, естественно, чаек.
Шипсхед-Бей напрямую соединен с Манхэттен-Бич деревянным пешеходным мостом. Идею о постройке моста в 1879 году подал Остин Корбин — железнодорожный магнат, банкир и главный застройщик Манхэттен-Бич. Однако вскоре он сам отказался от этого проекта. Тем не менее, в 1880 году мост был построен. Корбину не понравилось, что после этого доступ на Манхэттен-Бич стал слишком лёгким для обычных людей, и он решил снести мост. Городские власти заявили, что мост является дорогой общего пользования и сносу не подлежит. Корбин, проигнорировав заявление, разрушил мост. После этого мост был восстановлен и снова разрушен. В 1881 году комиссия по общественным дорогам Нью-Йорка официально признала мост дорогой общего пользования. А Верховный суд выдал предписание, запрещающее снос моста. В 30-е годы XX века мост был построен заново, после чего конструкция и внешний вид его уже не менялись. В 2009 году произошло обрушение части набережной со стороны Манхэттен-Бич, и прилегающий участок моста был разрушен. В течение года набережная и мост были восстановлены. А для удобства жителей была налажена понтонная переправа. В настоящее время мостом по прежнему пользуются местные жители, туристы, любители рыбной ловли. За все годы существования он стал местной достопримечательностью.
В последнее десятилетие XX века спрос на недвижимость привёл к повторному открытию местной достопримечательности — ресторана «Братья Ланди», — специализирующегося на блюдах из морепродуктов. Впрочем, в 2007 году он снова закрылся. Выходцами из бывшего СССР были открыты такие рестораны-ночные клубы, как «Baku Palace» и «Райский Сад». На берегу залива активно строили кондоминиумы. На Эммонс-авеню, улице вдоль залива, находятся причалы, у которых швартуются прогулочные суда, а также расположены небольшие рынки, где продают преимущественно морепродукты.
На Шипсхед-Бей находятся два маленьких, но довольно известных (по местным меркам) заведения, специализирующихся на сэндвичах с ростбифом: это «Brennan & Carr» и «Roll-N-Roaster». Первое основано в 1938 году, а второе — в 1970-м.
Шипсхед-Бей был назван по имени рыбы-каторжника. Эта съедобная рыба обитает в водах залива. Отличительной особенностью является необычайное сходство её зубов с зубами человека.

## Демография
Согласно переписи 2007 года в районе проживает 123,181 человек. Из них белых 75,4 %, азиатов 14,6 %, латиноамериканцев 6,6 %, афроамериканцев 4,7 %, коренных народностей США 0,2 %.

## Население и месторасположение

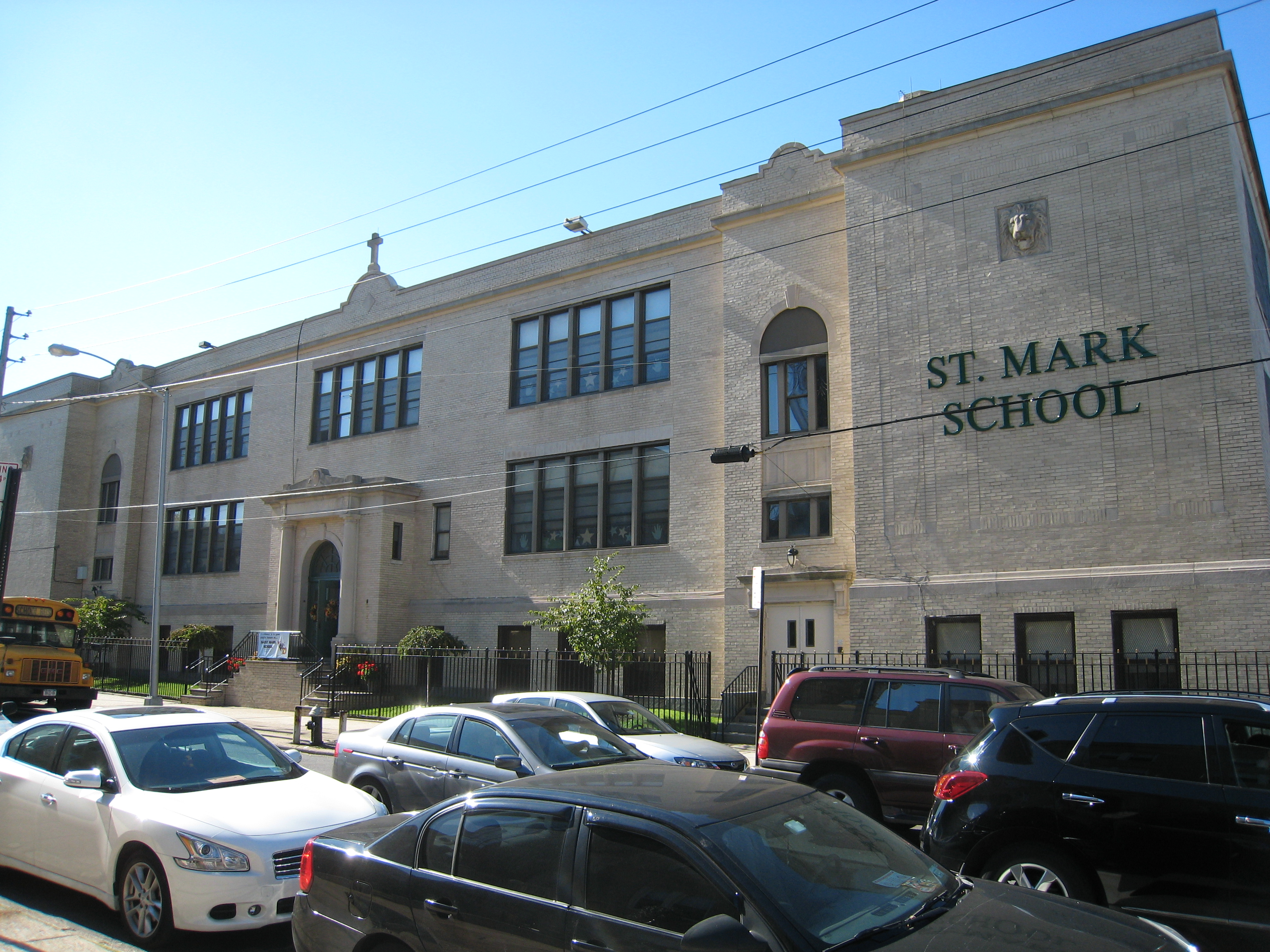
Школа Св. Марка

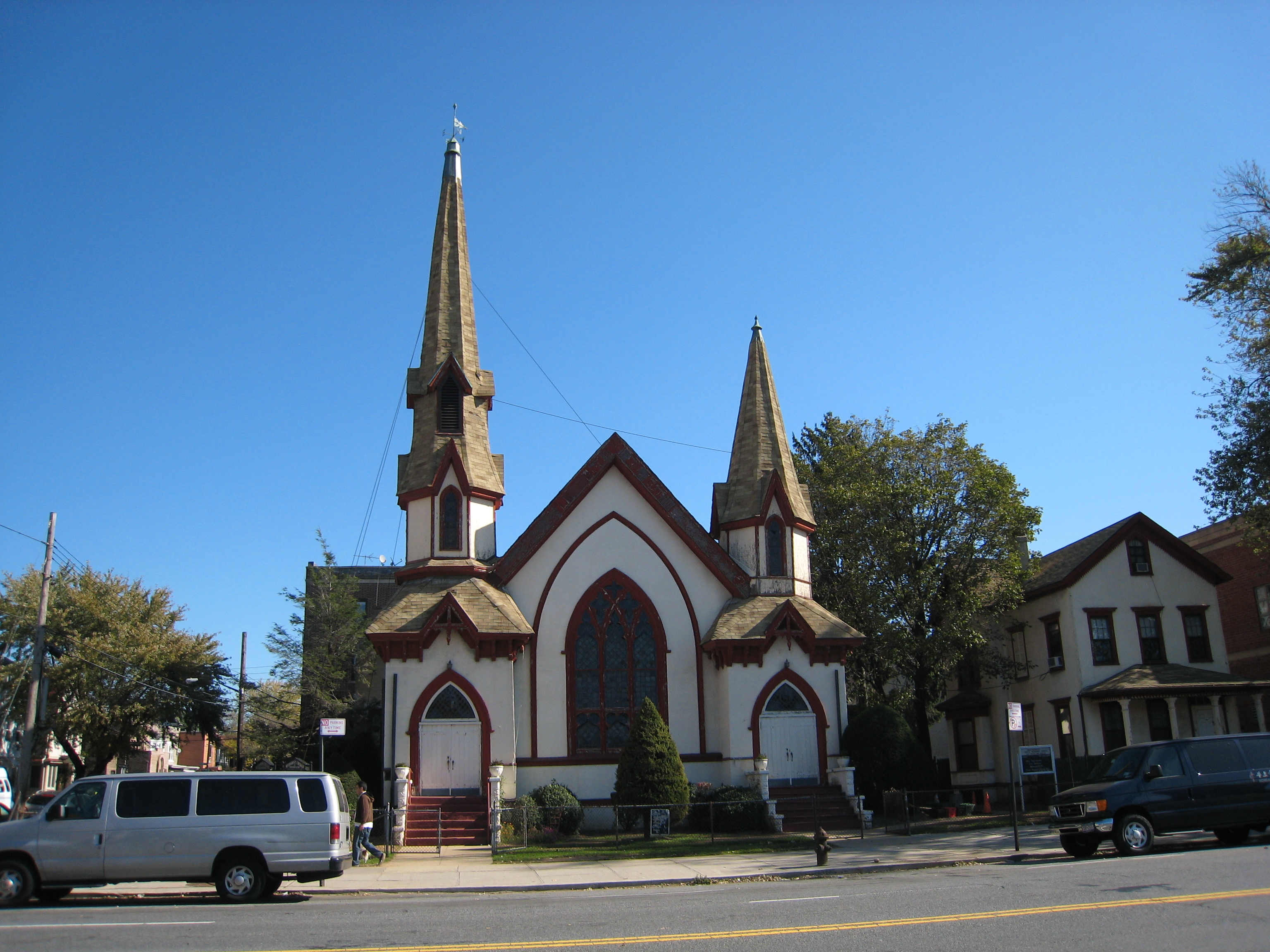
Собор Иоанна Предтечи (бывшая Объединённая методистская церковь)

Общественный транспорт на Шипсхед-Бей представлен Брайтонской линией метро Маршрут B и Q. Через район проходят также несколько автобусных маршрутов. Развитая инфраструктура, общественный транспорт, безопасность, а также близость к океану делают Шипсхед-Бей весьма привлекательным для проживания. Здесь проживает много русскоязычных. Как следствие, в районе множество магазинов с русскими продуктами (и готовой едой на вынос), а также множество учреждений, где обязательно имеются русскоговорящие сотрудники. Естественно это касается и банков. В первую очередь Чейз Банка и Сити Банка. Множество вино-водочных магазинов в районе принадлежат выходцам из СССР. В районе расположено много медицинских офисов с русскоязычными врачами. Есть в районе и кафе, рестораны с русской кухней. Охрану правопорядка на Шипсхед-Бей осуществляют работники 61-го Участка Архивная копия от 25 сентября 2011 на Wayback Machine Департамента полиции города Нью-Йорка. Кроме русскоязычных на Шипсхед-Бей проживают итальянцы, которых раньше было очень много, но за последние 30-35 лет часть их перебралась в другие районы (особенно на Статен-Айленд). Тем не менее итальянское присутствие на Шипсхед-Бей по прежнему сильно. Есть также потомки ирландцев, турки. Последние 15-20 лет наблюдается наплыв китайцев и, особенно, арабов и выходцев из стран Ближнего и Среднего Востока. Даже во время короткой прогулки по району вы практически гарантированно столкнетесь с женщиной в хиджабе. Подобный демографический сдвиг, большинство населения не радует. Недавно между жителями Шипсхед-Бей и мусульманской общиной Бруклина возник конфликт, из-за намерения последней построить мечеть на пересечении Voorhies Avenue и 28th Street. Усилиями жителей и властных структур, строительство было временно приостановлено. Тем не менее, борьба продолжается
На территории района находится несколько школ. В их числе школа при церкви Святого Марка Архивная копия от 16 января 2013 на Wayback Machine.

## Фильмы, снятые в Шипсхед-Бей
- Бруклинский Лобстер Архивная копия от 4 марта 2016 на Wayback Machine
- Маленькая Одесса
- Новый Амстердам Архивная копия от 28 сентября 2011 на Wayback Machine
- Шафт
- Американцы
- Славные парни
- Любовники
- Хозяева ночи
- В Поисках Эха Архивная копия от 10 сентября 2011 на Wayback Machine[4]